# Ceciderunt in profundum
Ceciderunt in profundum är ett stycke ur kantaten Der Schulmeister av Christoph Ludwig Fehre, tidigare attribuerat till Georg Philipp Telemann. 
Magnus Uggla uppgav på albumomslaget till Den döende dandyn från 1986 att han inspirerats av den till sin egenkomponerade sång Fula gubbar. Den är också känd under populärtiteln Ner i djupet.

### Fotnoter
1. ↑  Christoph Ludwig Fehre. ”Fehre: Der Schulmeister, B, strings, TVWV 20:57”. opac.rism.info. https://opac.rism.info/rism/Record/rism1001024256?id=1001024256&View=rism. Läst 5 februari 2024.
2. ↑  Joakim Tegblom. ”Låtar du trodde var svenska”. Arkiverad från originalet den 26 oktober 2013. https://web.archive.org/web/20131026075436/http://gotiskaklubben.wordpress.com/2013/09/22/latar-du-trodde-var-svenska/. Läst 19 juni 2014.